# Jiřina Valenta
Jiřina Valenta (también conocida bajo su nombre de nacimiento Jiřina Bořilova y su primer nombre de casada Jiřina Šedivec; 31 de octubre de 1940) es una deportista checoslovaca que compitió en piragüismo en la modalidad de eslalon. Ganó dos medallas de plata en el Campeonato Mundial de Piragüismo en Eslalon de 1965, en las pruebas C2 mixto y C2 mixto por equipos.

## Palmarés internacional
| Campeonato Mundial | Campeonato Mundial | Campeonato Mundial | Campeonato Mundial   |
| Año                | Lugar              | Medalla            | Competición          |
| ------------------ | ------------------ | ------------------ | -------------------- |
| 1965               | Spittal (Austria)  | Medalla de plata   | C2 mixto             |
| 1965               | Spittal (Austria)  | Medalla de plata   | C2 mixto por equipos |